# Friedrich Eckstein

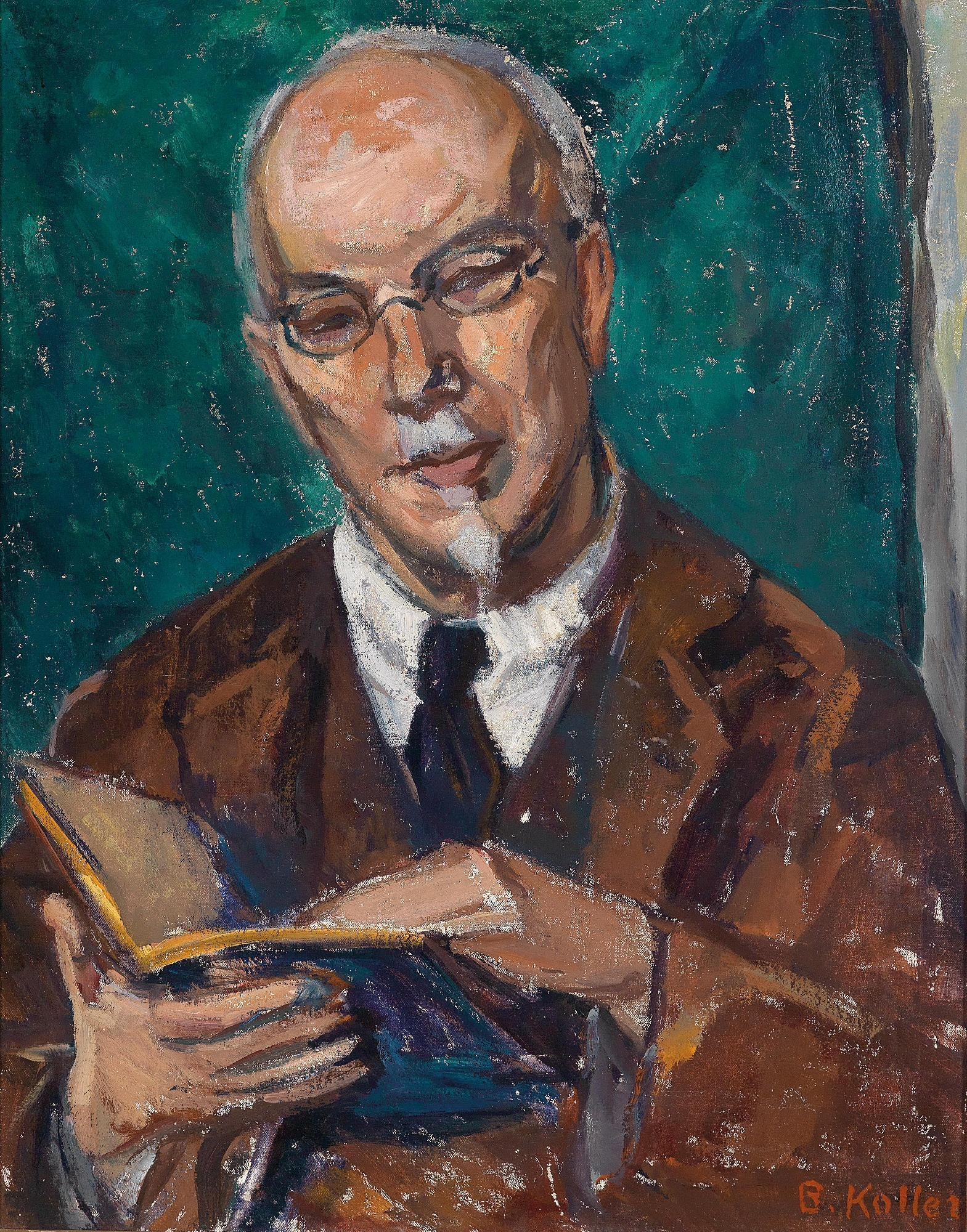
Friedrich Eckstein, porträtiert von Broncia Koller-Pinell

Friedrich Eckstein (* 17. Februar 1861 in Perchtoldsdorf bei Wien; † 10. November 1939 in Wien) war ein österreichischer Literat, Mäzen und Theosoph.

## Leben
Friedrich Eckstein wurde am 17. Februar 1861 in Perchtoldsdorf als eines von zehn Kindern des Ehepaars Albert und Amalie (geb. Wehle) Eckstein geboren. Der Vater war Chemiker und Erfinder sowie Besitzer einer Pergamentpapier-Fabrik. Die jüdische Familie gehörte dem Wiener Großbürgertum an.
Über den Stammtisch seines Vaters lernte der junge Eckstein Persönlichkeiten wie den General und Erfinder Franz von Uchatius, den Sozialphilosophen, Erfinder und Schriftsteller Josef Popper-Lynkeus, den Forstingenieur Wilhelm Franz Exner sowie den Begründer der Psychoanalyse, Sigmund Freud, kennen. Mit diesem war er sein Leben lang in Freundschaft verbunden.
Eckstein wurde durch Franz Hartmann in die Theosophie eingeführt. Im Juni 1886 erhielt er eine von Helena Petrovna Blavatsky persönlich unterzeichnete Stiftungsurkunde für die Wiener Loge der Theosophischen Gesellschaft. Damit gründete er 1887 die erste offizielle Loge dieser Gesellschaft in Österreich, deren Präsident er wurde. Er war mit Gustav Meyrink befreundet und verkehrte mit dem Theosophen Henry Steel Olcott und bis zu dessen Wegzug aus Wien mit Rudolf Steiner. Dieser schätzte ihn persönlich hoch und hielt sich um 1890 im Kreis der Theosophen bei Marie Lang auf, verwarf dann aber die Theosophie als „Schwachgeistigkeit“.
Eckstein hatte frühe Kontakte zu lebensreformerischen Kreisen (Vegetarismus). Er war seit 1898 mit Bertha Helene Diener (1874–1948) verheiratet, um diese Ehe zu ermöglichen trat er zuvor zum protestantischen Glauben über. Das Ehepaar führte im St.-Genois-Schlössl in Baden einen Salon, in dem Peter Altenberg, Arthur Schnitzler, Karl Kraus und Adolf Loos, also „ganz Wien“ verkehrte. Schnitzler verwendete für sein Drama Das weite Land die Ecksteinvilla in Baden und den 1899 geborenen Sohn Percy Eckstein als Vorlage. Friedrich porträtierte er als „Gustl Wahl“. 1904 wurde Eckstein von seiner Frau verlassen, die sich nach ihrer Scheidung im Jahr 1909 unter dem Pseudonym Sir Galahad als Journalistin und Schriftstellerin einen Namen machte.
Bei literarischen Stammtischen (z. B. im Café Imperial, zweiter Saal, links) traf Eckstein Karl Kraus, Arthur Schnitzler, Felix Salten, Hugo Wolf, Hugo von Hofmannsthal, Franz Werfel, Rainer Maria Rilke, Robert Musil, Adolf Loos, Leo Trotzki und besonders Anton Bruckner, dessen Schüler und späterer Mäzen und Privatsekretär er war.
Ecksteins Schwester Emma ging als Irma in die Geschichte der Psychoanalyse ein. Sie hatte eine katastrophale Nasenoperation durch Freuds Freund Wilhelm Fließ hinter sich. Eine weitere Schwester von ihm, Therese Schlesinger, war eine bekannte Politikerin und Frauenrechtlerin, die von 1919 bis 1923 der konstituierenden Nationalversammlung und dem Nationalrat, danach bis 1930 dem Bundesrat angehörte.

## Anekdoten
René Fülöp Miller über Friedrich Eckstein:

„In Wien, wo Literatur, Kunst, Musik, Philosophie und Geschäft in Kaffeehäusern ihr Heim hatten, war es nur natürlich, daß auch Mac Eck, die Weisheit in persona, an einem Café-Tisch thronte. In einer Ecke des Café Imperial saß er von Morgen bis Mitternacht. Er hatte einen Ziegenbart und einen mongolischen Augenausschnitt. Sein Alter war selbst seinen vertrautesten Freunden nicht bekannt... Julius, der alte Oberkellner, behauptete jedenfalls, er habe Mac Eck schon in der gleichen Ecke des Cafés vorgefunden, als er seine Laufbahn als  Piccolo begann. Selbst unter den berühmtesten Wiener Berühmtheiten gab es keinen, der sich nicht gern an Mac Ecks Stammtisch eingefunden hätte. Hugo Wolf, Johann Strauß,  E. Blavatsky und Annie Besant, Ferdinand Bruckner, Sigmund Freud, Alfred Adler und Leo Trotzki – sie alle berieten sich mit ihm. Wenn Hugo von Hofmannsthal, Werfel und Rilke über ein Gedicht in Zweifel waren, so pilgerten sie zu Mac Eck. Architekten legten ihm ihre Baupläne, Mathematiker ihre Gleichungen, Physiker ihre Formeln, Komponisten ihre Partituren zur Begutachtung vor. Juristen und Psychoanalytiker besprachen ihre Fälle mit ihm. Schauspieler befragten ihn über ihre Rollen und Historiker über ihre Geschichtstheorien. Selbst der kaiserliche Hofzeremonienmeister erschien eines Tages, um Mac Eck über eine strittige Frage der spanischen Hofetiquette zu konsultieren. Mac Eck kannte sich in allen Gebieten aus. Wollte jemand die Haupt- und Nebenflüsse in Paraguay wissen, eine Auskunft über Neuthomismus, das erste romantische Gedicht oder die früheste Erwähnung der Zahnbürste, so wandte er sich an Mac Eck. Der Spötter Karl Kraus, der im Imperial am Nebentisch seinen Sitz aufgeschlagen hatte, wagte als einziger, sich über Mac Ecks Allwissen lustig zu machen. ‚Ich hatte heute nacht einen Alptraum‛, erzählte er einmal. ‚Ein Band Brockhaus stieg aus dem Regal herab, um in Mac Eck etwas nachzuschlagen.‛ Mac Eck, der sich in allen geistigen Dingen auskannte, wußte natürlich auch über alle praktischen Fragen Bescheid. Er konnte Kunsthändlern sagen, welcher Liebhaber sich für ein ganz bestimmes Bild aus der Frührenaissance interessieren würde; er sah auf den ersten Blick den Unterschied in der Webart von Brünner und englischen Stoffen, er konnte Buchhändlern den Wert von
Erstausgaben angeben und wußte, wer in Europa was finanzieren würde.“

Friedrich Torberg hat die folgende Begebenheit über Eckstein erzählt:

„…der Polyhistor Eckstein war der berühmteste der Stammgäste des Café Imperial… Autor einer leider verschollenen Bruckner-Monographie mit dem schönen Titel ‚Der Weltgeist an der Orgel‘, enorm belesen und enorm gebildet, stand der alte Eckstein im Ruf, einfach alles zu wissen. Es gab keine Frage, die er nicht unverzüglich beantworten konnte, ja manchmal nahm er die Antwort ahnungsvoll und kenntnisreich vorweg, ohne die Frage abzuwarten. Man raunte sich zu, daß der große Brockhaus, wenn er etwas nicht wußte, heimlich aufstand und im alten Eckstein nachsah. Als einmal die ‚Presse‘ eine Meldung brachte, in der von einem neuen Werk des Dichters Kun-Han-Su die Rede war, konnte der alte Eckstein seinen fragenden Jüngern sofort mit genauen Auskünften über das Schaffen dieses bedeutenden chinesischen Lyrikers aufwarten, der als einziger versuchte, eine unter den letzten Kaisern der Ming-Dynastie zur Hochblüte gelangte Versform wieder zu beleben. Zwar stellte sich am nächsten Tag heraus, daß es sich bei Kun-Han-Su lediglich um einen Übermittlungsfehler von Knut Hamsun handelte, aber der alte Eckstein hatte wieder einmal alles gewußt, und man respektierte ihn so sehr, daß man geneigt war, auch weiterhin an die Existenz eines chinesischen Lyrikers namens Kun-Han-Su zu glauben.“

## Veröffentlichungen (Auswahl)
- Alte, unnennbare Tage. Erinnerungen aus siebzig Lehr- und Wanderjahren. Reichner, Wien 1936 (Autobiographie)
  - Neuauflage (Reprint): Edition Atelier im Wiener Journal Zeitschriften-Verlag, Wien 1988, ISBN 3-900379-25-4
- Ältere Theorien des Unbewußten. In: Almanach des Internationalen Psychoanalytischen Verlages 11, Wien 1936.
- Das Unbewußte, die Vererbung und das Gedächtnis im Lichte der mathematischen Wissenschaft. In: Almanach des Internationalen Psychoanalytischen Verlages 5, Wien 1930.
- Die Flucht in das Unendlich kleine, Eine Leibniz-Studie. Internationaler Psychoanalytischer Verlag, Wien 1932.
- Erinnerungen an Anton Bruckner. Universal-Edition, Wien 1924.
- als Hrsg. mit René Fülöp Miller: Die Lebenserinnerungen der Gattin Dostojewskis. Piper Verlag, München 1925.
- Erlebnisse mit Mathematikern und Zauberern. In: Wiener Tagblatt vom 6. April 1935, Nr. 9 (über seinen verstorbenen Freund Oskar Simony).
- Weitere psychoanalytische Publikationen in der von Adolf Josef Storfer herausgegebenen Zeitschrift „Die Psychoanalytische Bewegung“. Internationaler Psychoanalytischer Verlag, Wien